# Gazella
Las gacelas (Gazella spp.) son antílopes de tamaño medio, ágiles y de patas largas. El nombre femenino gacela viene de la palabra persa ghazal, que significa "elegante y rápida". Pueden alcanzar velocidades de 97 km/h, y mantener una velocidad de 56 km/h por un periodo prolongado. Se las encuentra en las praderas de las sabanas de África, aunque también en el sudoeste de Asia. Viven en grandes rebaños y son animales herbívoros. Se reúnen en rebaños dispersos que pueden contener varios miles de individuos. Para sobrevivir en campo abierto, deben estar atentos todo el tiempo. Aunque a menudo se echan, no duermen más de una hora al día, en cortos períodos de cinco minutos o menos. Las gacelas viven en grupos de miles de individuos que se mantienen alerta, pues no duermen durante períodos muy largos.
Las gacelas son conocidas como animales veloces. Para la gacela Dorcas se han medido velocidades de casi 100 km/h,  para la springbok (Antidorcas marsupialis) se han medido 88 km/h, mientras que para las gacelas Thompson ( Eudorcas thomsonii ) se han medido velocidades de hasta 70 km/h.  En África, la mayoría vive en las sabanas al norte del ecuador, pero algunas especies viven más al sur. 

## Morfología
El tamaño y el peso de las gacelas varían según la especie. Miden desde 50 cm a 110 cm en la cruz. Sus cuerpos miden unos 150 cm con un peso de 60 kg. Tienen patas largas y delgadas y una musculatura seca, concentradas cerca del cuerpo. Sus huesos finos son livianos con una espina dorsal muy flexible.
Su cabeza es pequeña y lleva un par de cuernos anillados, de lira, en forma de espiral, siempre más cortos y finos en las hembras. La gacela tiene pezuñas apretadas, frágiles y muy afiladas, ideales para correr. Sus pulmones están altamente desarrollados y promueven el intercambio de gases.
Tiene un consumo máximo de oxígeno de aproximadamente 380 ml / (kg · min). La cabeza es blanca y aparece enmascarada: una barra marrón (o negra para algunas especies), se inicia desde la base de los cuernos, cruza el ojo y termina entre la nariz y la boca.

## Hábitat
Las gacelas tienen una muy buena visión (hasta 360 grados), pueden ver a un depredador a 300 metros de distancia.
En las horas más calurosas del día, descansan en la sombra de los árboles. Son más activas por la mañana y al atardecer, cuando hace menos calor. Dependiendo de la especie, viven en pequeños grupos o en manadas. 
Se alimentan principalmente de hierbas, brotes, hojas o plantas.
El periodo de gestación dura unos 5 o 6 meses y la época de apareamiento es de septiembre a noviembre. Las crías son escondidas en arbustos o bajo hierbas para protegerlas de sus depredadores. Tienen un promedio de vida de hasta 10 años.
Las gacelas tienen muchos depredadores naturales, como leopardos, leones, guepardos, lobos, tigres, hienas, cocodrilos y pitónidos, dependiendo de la ubicación geográfica. Las crías también pueden ser cazadas por depredadores más pequeños como chacales, águilas, babuinos, caracales y rateles.

## Velocidad y agilidad
Las gacelas son conocidas por su velocidad, agilidad y capacidad para acelerar a velocidades impresionantes, lo que las convierte en uno de los animales terrestres más rápidos. Varias características físicas les permiten alcanzar tales velocidades, junto con adaptaciones que les permiten mantener ráfagas rápidas de velocidad, especialmente cuando huyen de los depredadores. Desglosaremos estas características y proporcionaremos detalles sobre sus velocidades bajo diferentes condiciones y especies.

### Características del cuerpo que permiten el sprint
Las gacelas poseen una estructura muscular altamente especializada, particularmente en sus patas traseras. Estos músculos están optimizados para movimientos rápidos y explosivos, lo que permite a la gacela acelerar rápidamente.
Sus piernas largas y esbeltas, con poderosos músculos en los muslos, proporcionan la propulsión necesaria para alcanzar altas velocidades.
Tienen un cuerpo ligero con un centro de gravedad bajo, lo que reduce la energía necesaria para el movimiento rápido. Esto es en contraste con los animales más pesados, que requieren más energía para superar la inercia.
Sus cuellos delgados y cuerpos en general aerodinámicos reducen la resistencia al aire, lo que les permite cortar el aire de manera más eficiente durante los sprints.
Su columna vertebral es extremadamente flexible, lo que mejora la longitud de su zancada. Cuando corren a gran velocidad, su columna vertebral actúa como un resorte, alargándose y comprimiéndose con cada salto, lo que permite zancadas más largas y mayor velocidad.
Esta flexibilidad también les ayuda a ser ágiles, permitiéndoles cambiar de dirección rápidamente cuando son perseguidas por depredadores.
Las gacelas tienen un sistema cardiovascular y respiratorio bien desarrollado, lo que les permite entregar oxígeno a sus músculos de manera eficiente durante actividades de alta intensidad. Esto les permite mantener ráfagas cortas de velocidad sin agotarse rápidamente.
Sus pulmones grandes y ritmo cardíaco eficiente ayudan a maximizar la absorción de oxígeno, lo que es crucial cuando están corriendo a altas velocidades.
Los cascos de las gacelas están adaptados para correr sobre superficies duras y secas, proporcionando el agarre necesario y minimizando la fricción. Los cascos están diseñados para absorber los impactos mientras maximizan el retorno de energía con cada zancada.
Su mecánica de correr también les permite conservar energía mientras sprintan, ya que utilizan movimientos eficientes y similares a los de un resorte.
La cola de la gacela juega un papel importante en mantener el equilibrio durante el sprint, especialmente cuando realizan giros repentinos o cambios rápidos de dirección para evadir a los depredadores.

### Velocidades
La gacela de Thomson (Eudorcas thomsonii) es una de las especies más rápidas, capaz de alcanzar velocidades de hasta 50 millas por hora (80 km/h) en ráfagas cortas. Otras especies, como la gacela de Grant (Nanger granti), pueden alcanzar velocidades máximas de alrededor de 45 millas por hora (72 km/h). Estas velocidades generalmente se alcanzan en distancias cortas, usualmente menos de 200 metros, ya que las gacelas no pueden mantener tales velocidades altas durante mucho tiempo.
Las gacelas son capaces de mantener sus velocidades máximas durante ráfagas cortas, típicamente entre 30 y 60 segundos, pero pueden sostener un ritmo más moderado durante períodos más largos cuando es necesario (hasta varios kilómetros).

### Influencia del terreno y condiciones ambientales
En llanuras abiertas y sabanas, las gacelas pueden utilizar su velocidad máxima. La falta de obstáculos y la capacidad de dar largas zancadas les ayuda a alcanzar su velocidad pico.
Aunque las gacelas aún pueden correr en terreno accidentado o inclinado, su velocidad se reduce debido al aumento del gasto energético necesario para superar las inclinaciones o navegar por superficies irregulares. Su cuerpo ligero y potentes cuartos traseros todavía les otorgan una ventaja notable en tales condiciones.
Cuando son perseguidas por depredadores como los guepardos, las gacelas suelen depender de su capacidad para hacer giros agudos e impredecibles, combinados con ráfagas de velocidad, para evadir la captura. Esto requiere no solo velocidad en línea recta, sino también agilidad y cambios rápidos de dirección.
Las condiciones del viento también pueden afectar el rendimiento de las gacelas. Un viento en contra puede reducir ligeramente su velocidad máxima de sprint, mientras que un viento a favor puede proporcionar un pequeño impulso, aunque este efecto es generalmente mínimo en comparación con otros factores como el terreno y la condición física.

## Simbolismo o totemismo en las familias africanas
La gacela, al igual que el antílope del que es familia, es el tótem de muchas familias africanas como la familia Joof de la región de Senegambia, los Bagananoa de Botsuana en el Sur de África - se dice que descienden de Hurutshe, y el clan Eraraka (o Erarak) de Uganda. Como es común en muchas sociedades africanas, está prohibido que Joof o Eraraka maten o toquen el tótem familiar.

## Poesía
Uno de los temas tradicionales de la poesía de amor árabe implica comparar la gacela con el amor, y los lingüistas teorizan que ghazal, la palabra para poesía de amor en árabe, está relacionada con la palabra para la gacela. Se relata que el Califa Abd al-Malik (646–705) liberó a una gacela que había capturado por su parecido con su amada:
¡Oh, semejanza de Layla, nunca temas!

¡Porque soy tu amiga, hoy, gacela salvaje!

Entonces digo, después de liberarla de sus cadenas:

¡Eres libre por el bien de Layla, para siempre!
El tema se encuentra en el antiguo hebreo Cantar de los Cantares. (8:14)
Ven, amada mía,

y se como una gacela

o como un joven ciervo

en las montañas cargadas de especias.

## Especies
Según Mammal Species of the World el género Gazella está integrado por diez especies. Otros autores consideran a las subespecies de Gazella subgutturosa, de G. dorcas, de G. gazella y de G. bennettii como especies monotípicas diferentes.
- Gazella acaciae o Gazella gazella acaciae
- Gazella bennettii
- Gazella cora o Gazella gazella cora
- Gazella christii o Gazella bennettii christii
- Gazella cuvieri
- Gazella dareshurii o Gazella gazella dareshurii
- Gazella dorcas
- Gazella erlangeri
- Gazella fuscifrons o Gazella bennettii fuscifrons
- Gazella gazella
- Gazella gracilicornis o Gazella subgutturosa gracilicornis
- Gazella karamii o Gazella bennettii karamii
- Gazella leptoceros
- Gazella marica o Gazella subgutturosa marica
- Gazella muscatensis o Gazella gazella muscatensis
- Gazella pelzeni o Gazella dorcas pelzeni
- Gazella salinarum o Gazella bennettii salinarum
- Gazella shikarii o Gazella bennettii shikarii
- Gazella spekei
- Gazella subgutturosa
- Gazella yarkandensis o Gazella subgutturosa yarkandensis

Además, se han extinguido las siguientes especies:
- Gazella arabica - extinta recientemente
- Gazella saudiya - extinta recientemente
- Gazella altidens
- Gazella atlantica
- Gazella blacki
- Gazella borbonica
- Gazella capricornis
- Gazella deperdita
- Gazella dorcadoides
- Gazella gaudryi
- Gazella harmonae.[16]
- Gazella janenschi
- Gazella kueitensis
- Gazella leile
- Gazella lydekkeri
- Gazella mongolica
- Gazella negevensis
- Gazella paotehensis
- Gazella paragutturosa
- Gazella parasinensis
- Gazella pilgrimi
- Gazella praegaudryi
- Gazella praethomsoni
- Gazella psolea[17]
- Gazella rufina
- Gazella sinensis
- Gazella thomasi
- Gazella tingitana
- Gazella triquetrucornis

## Etimología

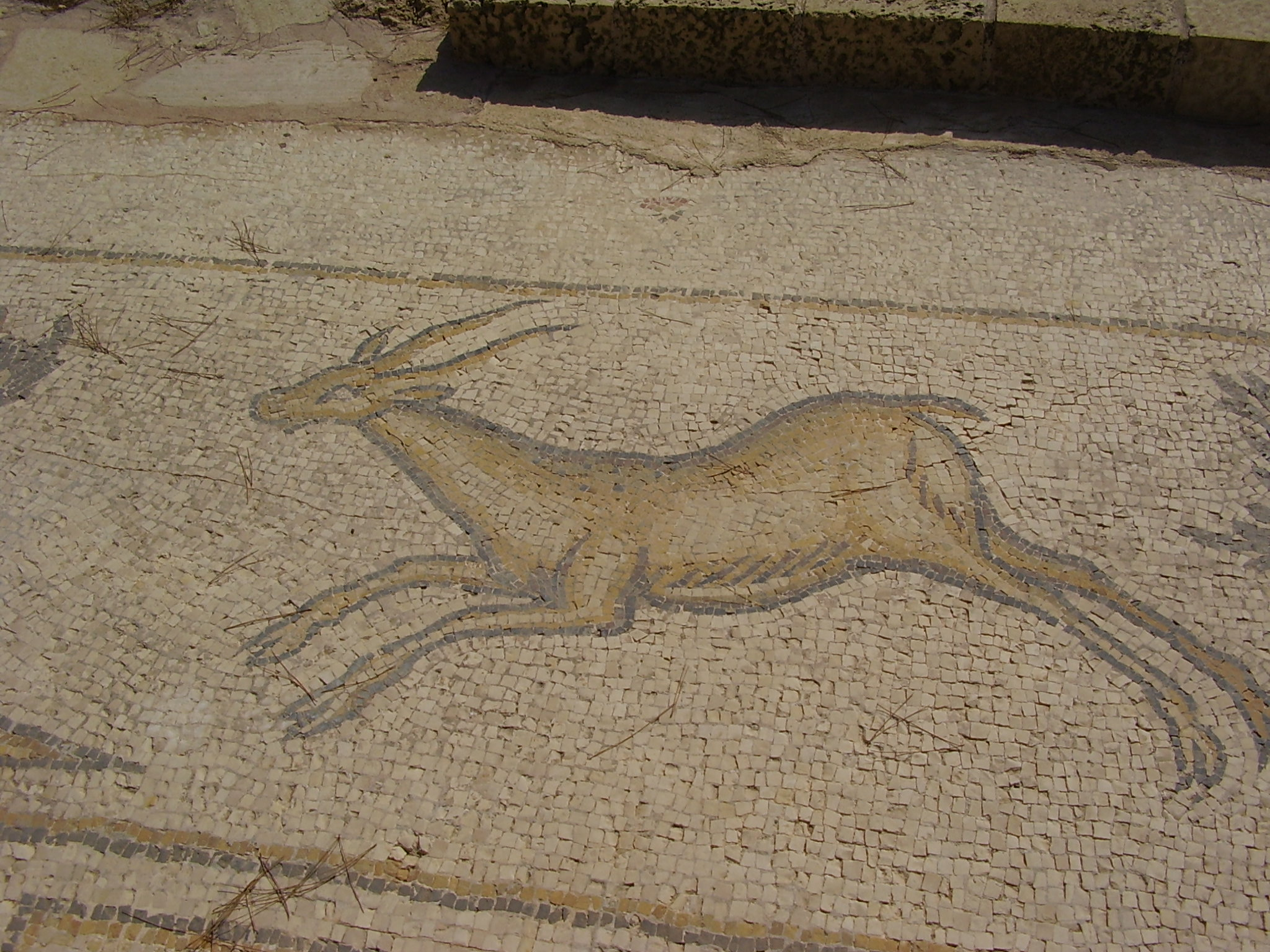
Mosaico de la época bizantina de gacela en Cesarea, Israel

La palabra gacela esta relacionada con el francés gazelle, francés antiguo gazel, probablemente a través del español antiguo gacel, probablemente de la pronunciación norteafricana del árabe: غزال ġazāl, pronunciación magrebí ġazēl.  Es decir en Europa llegó primero al español antiguo y al francés antiguo, y luego alrededor de 1600 la palabra entró en el idioma inglés. El pueblo árabe tradicionalmente cazaba la gacela. Sin embargo, más tarde apreciada por su gracia, se convirtió en un símbolo más comúnmente asociado en la literatura árabe con la belleza humana. En muchos países del noroeste de África subsahariana, la gacela se conoce comúnmente como "dangelo", que significa "ciervo veloz".

## Galería de imágenes

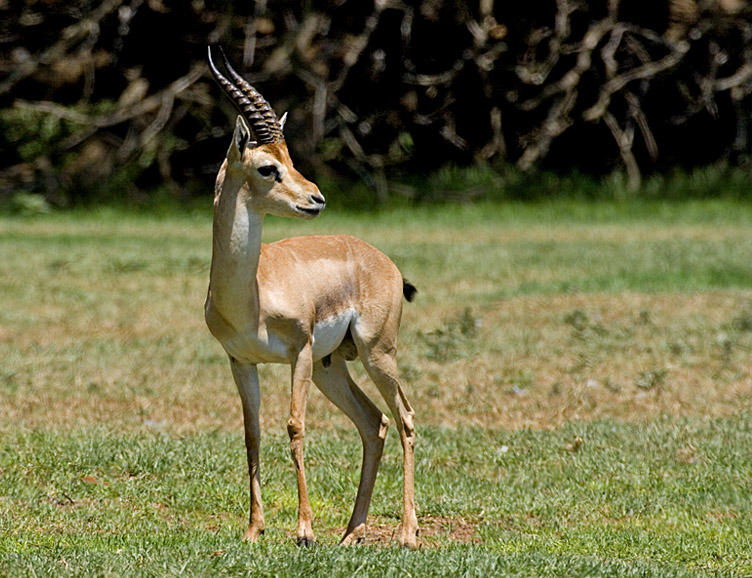
Gacela arábiga (macho)
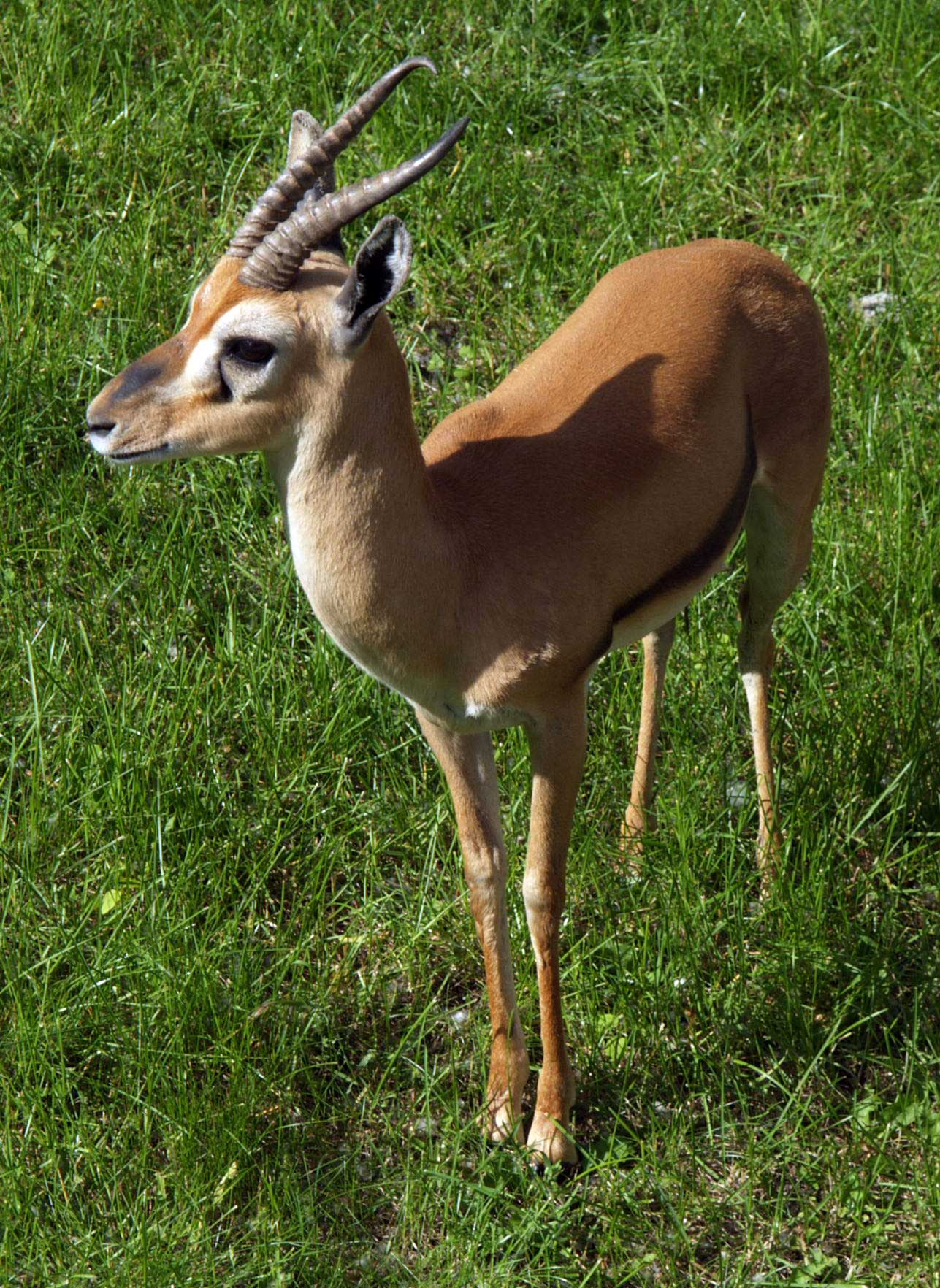
gacela de frente rojo
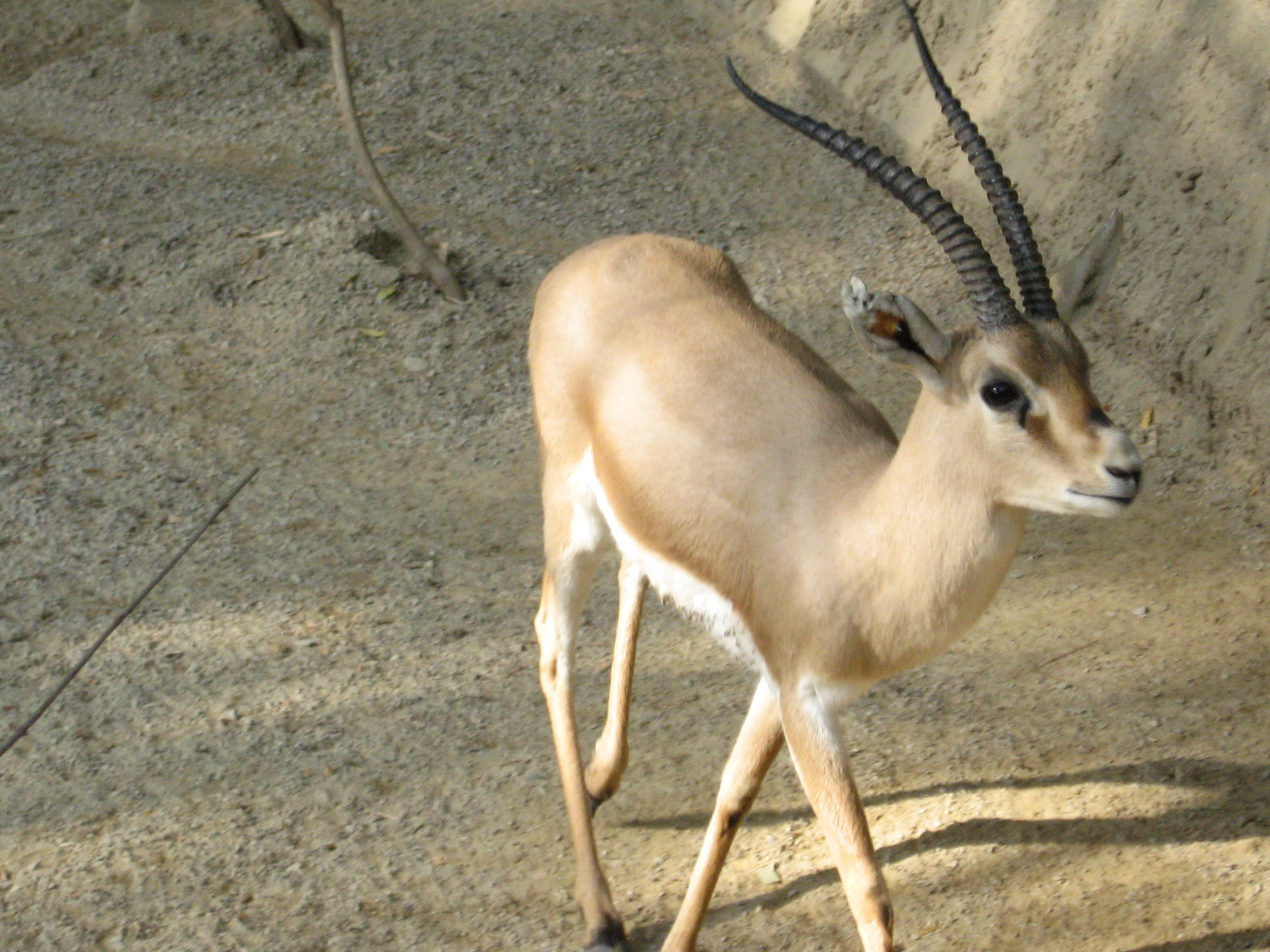
Gazella leptoceros (macho)
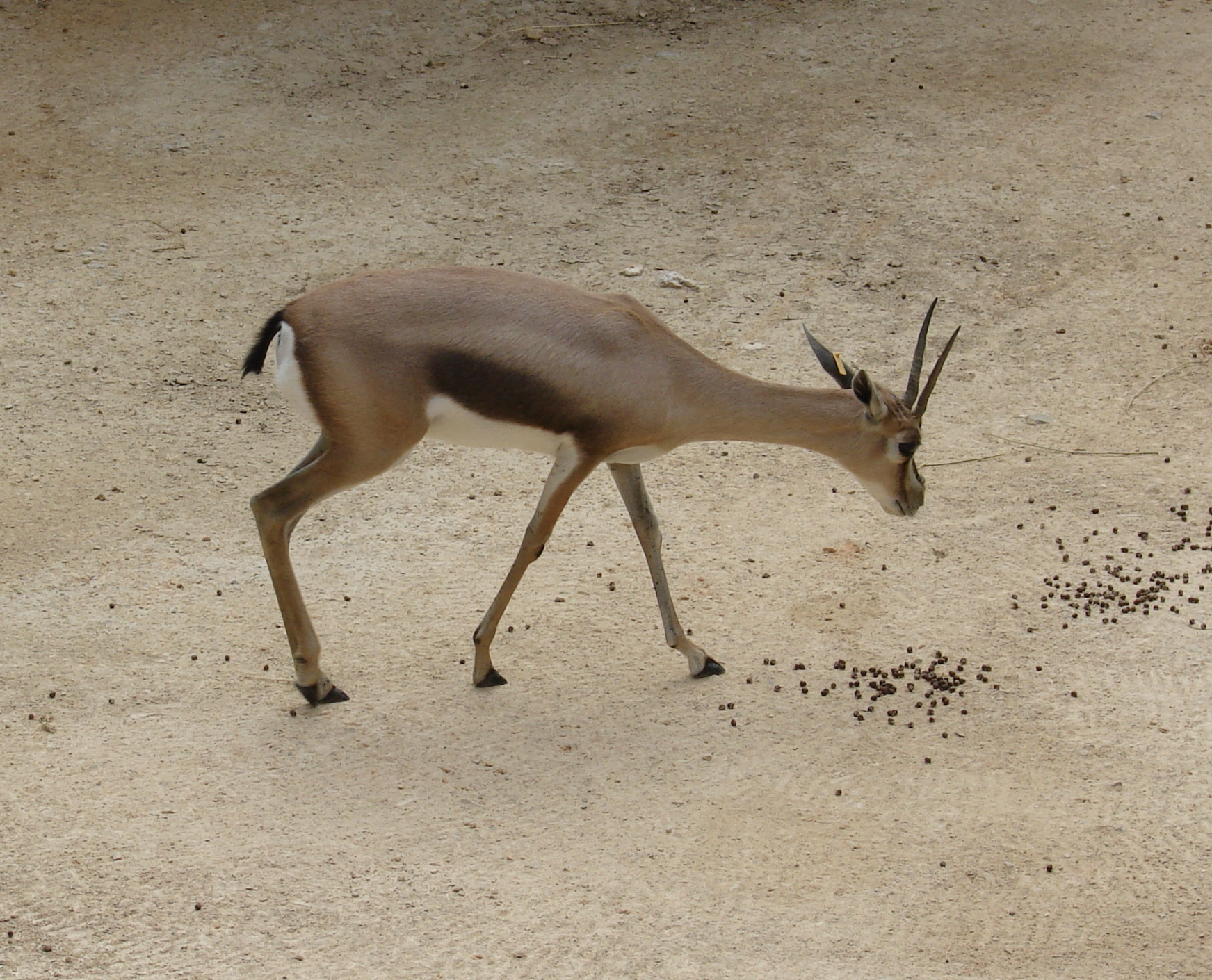
gacela de Speke (hembra)
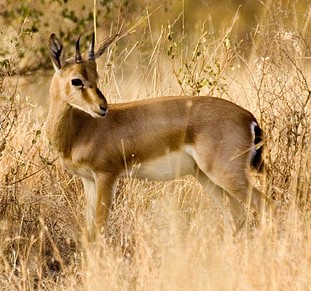
Chinkara, gacela india (hembra)
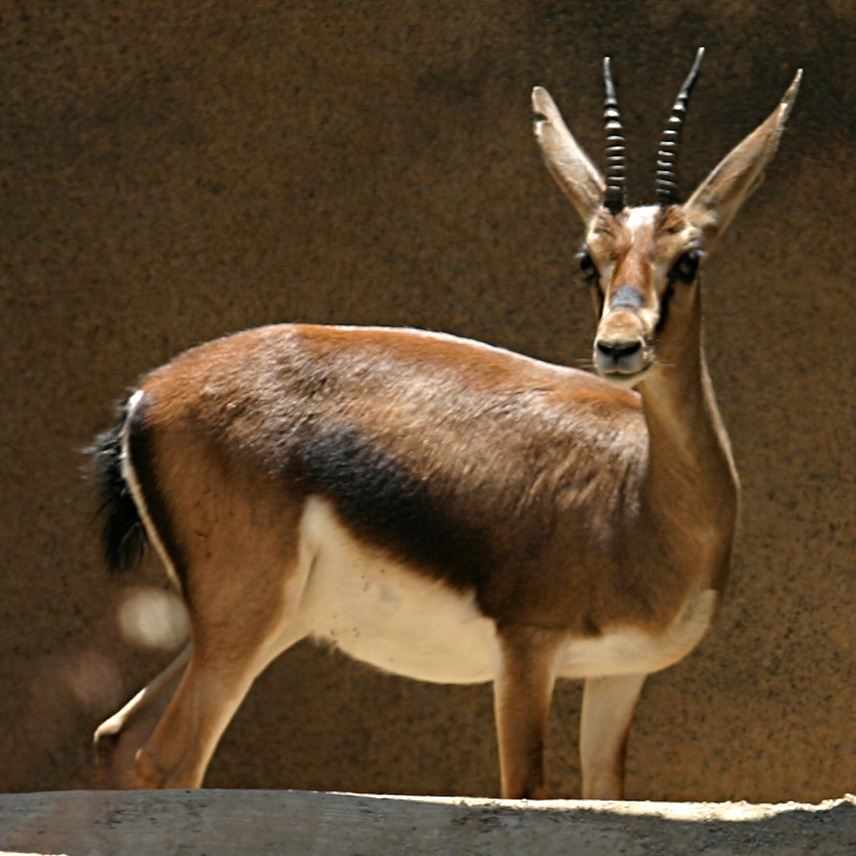
gacela de Cuvier (hembra)
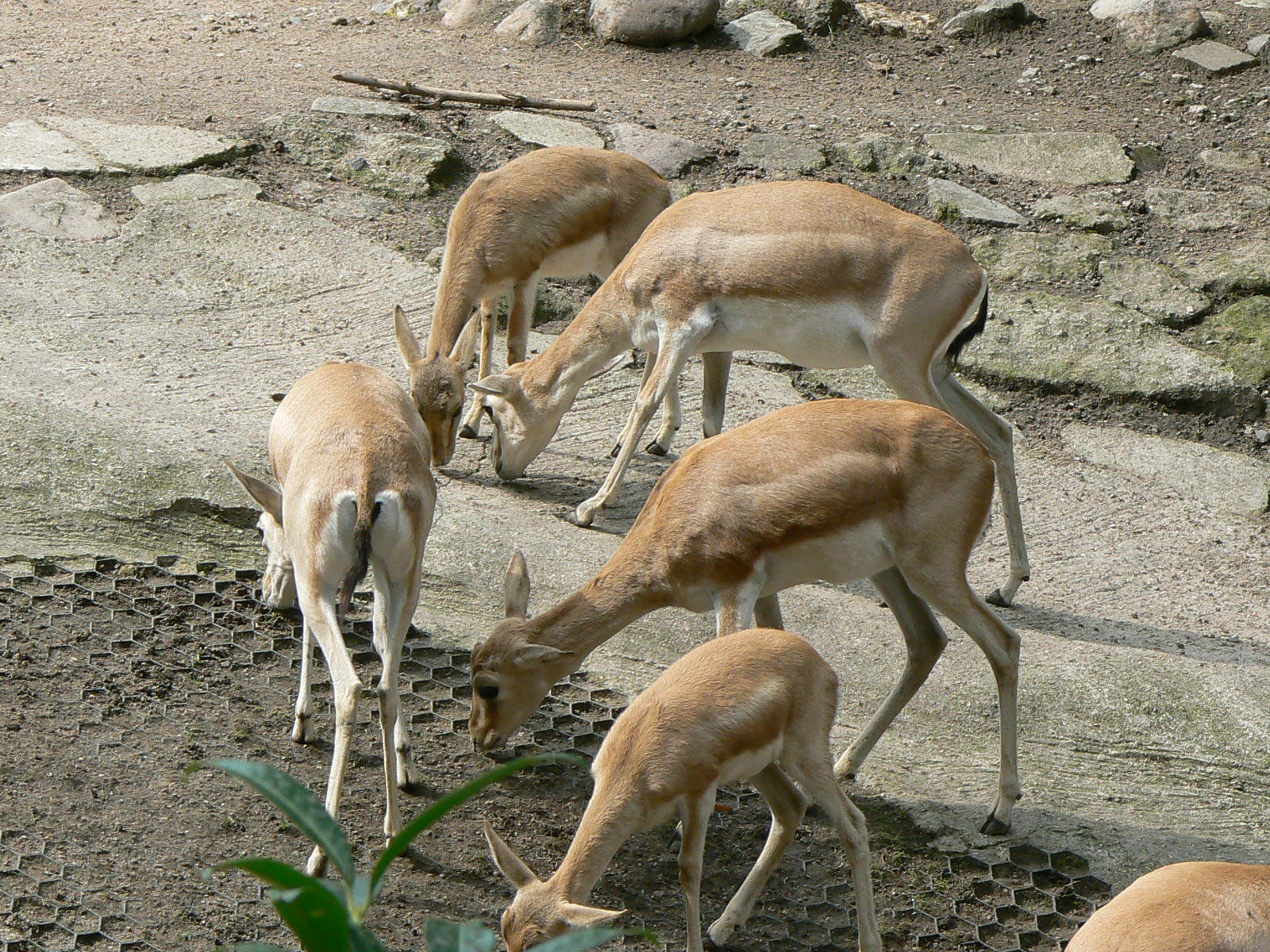
gazelle à goitre (hembras y jóvenes)
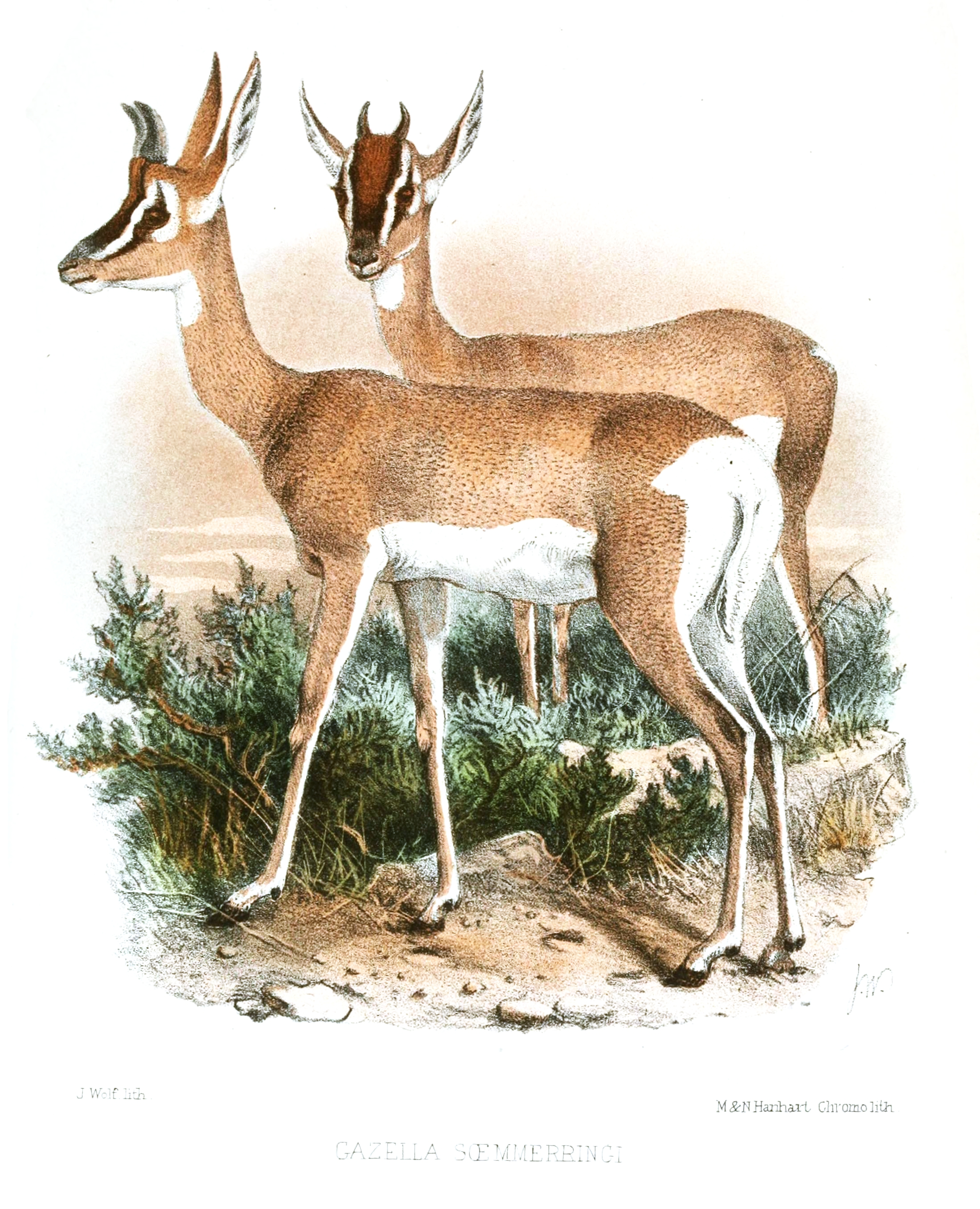
gacela de Soemmerring (hembras)
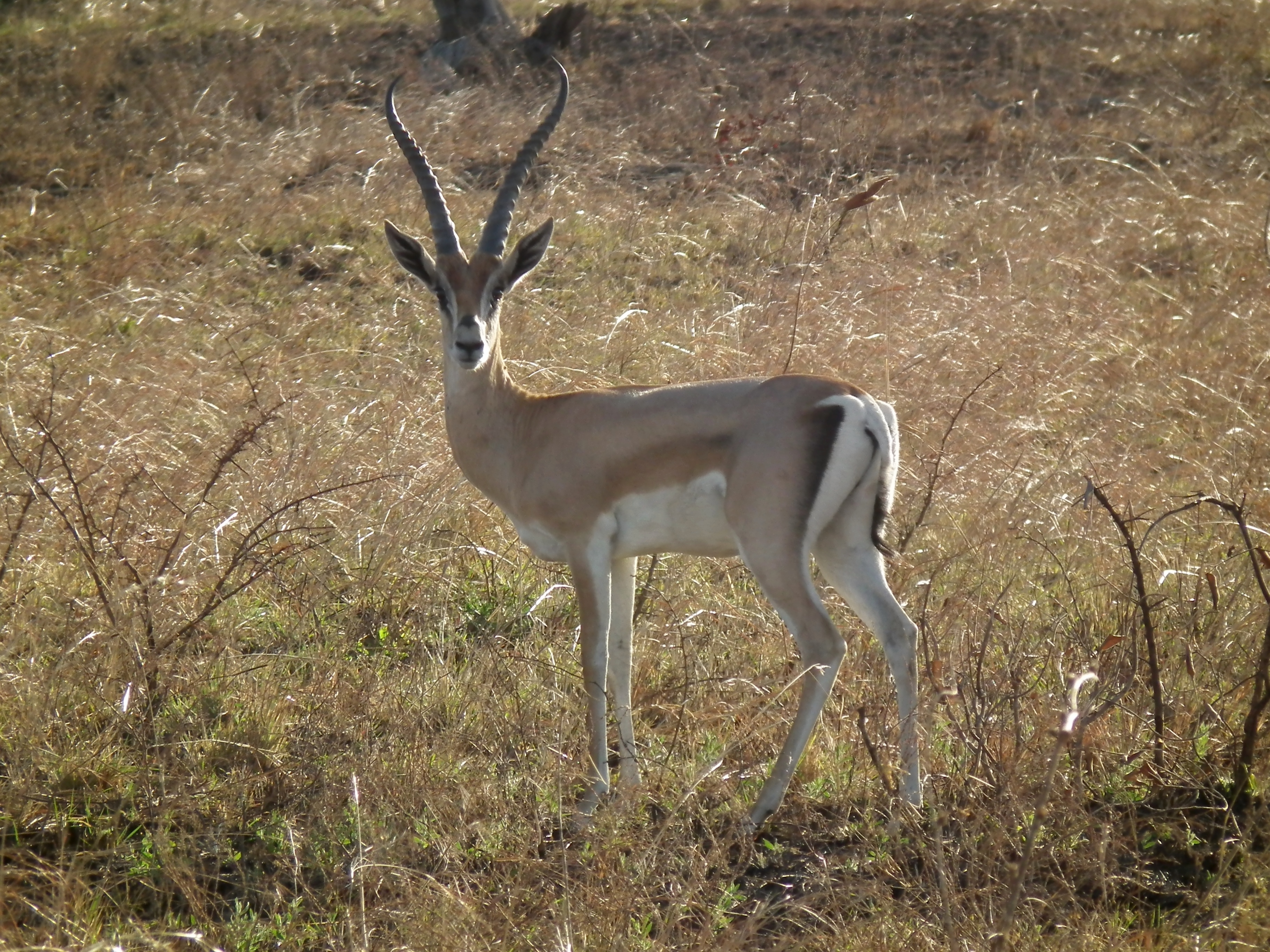
gacela de Grant (macho)
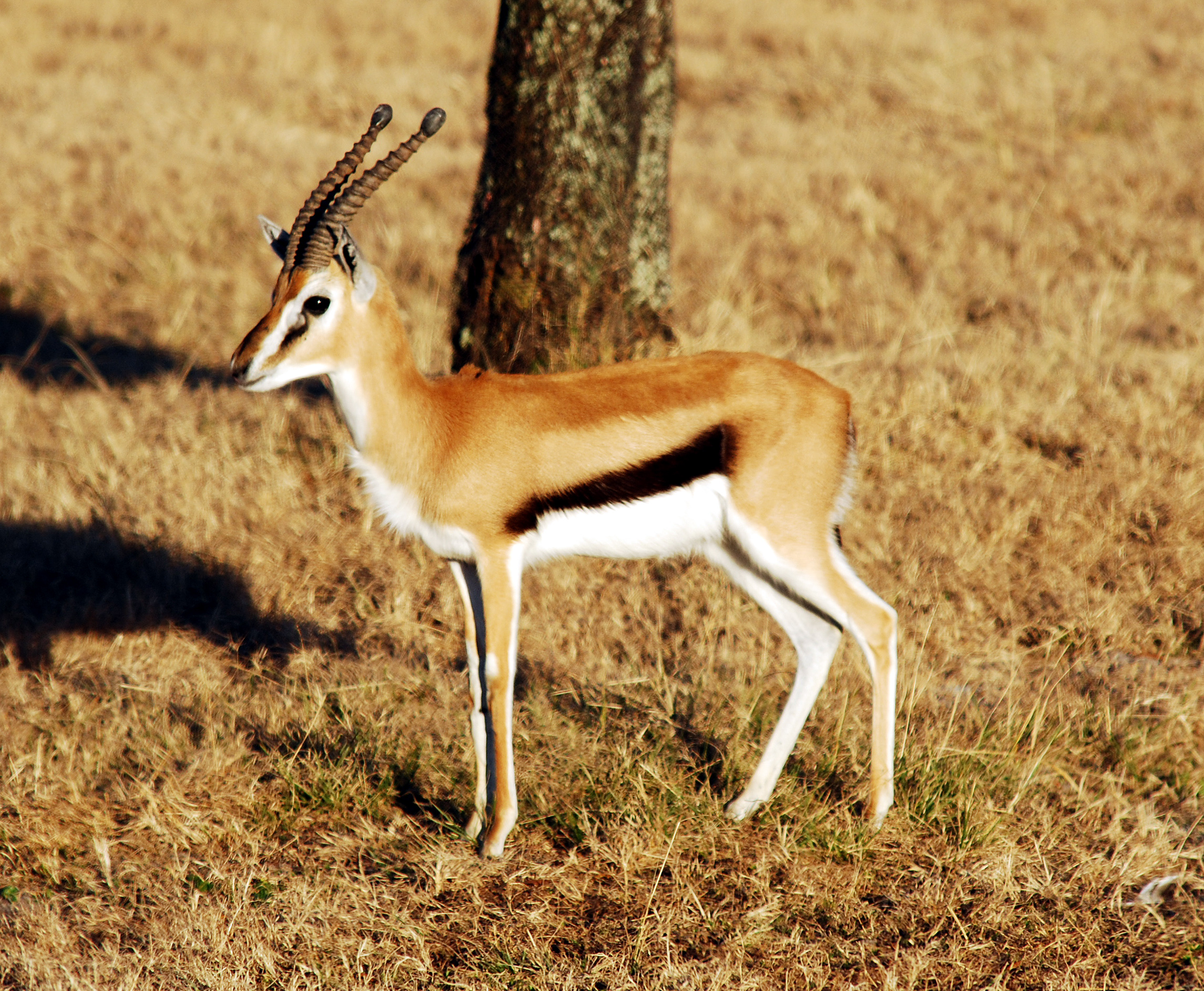
gacela de Thompson (macho)
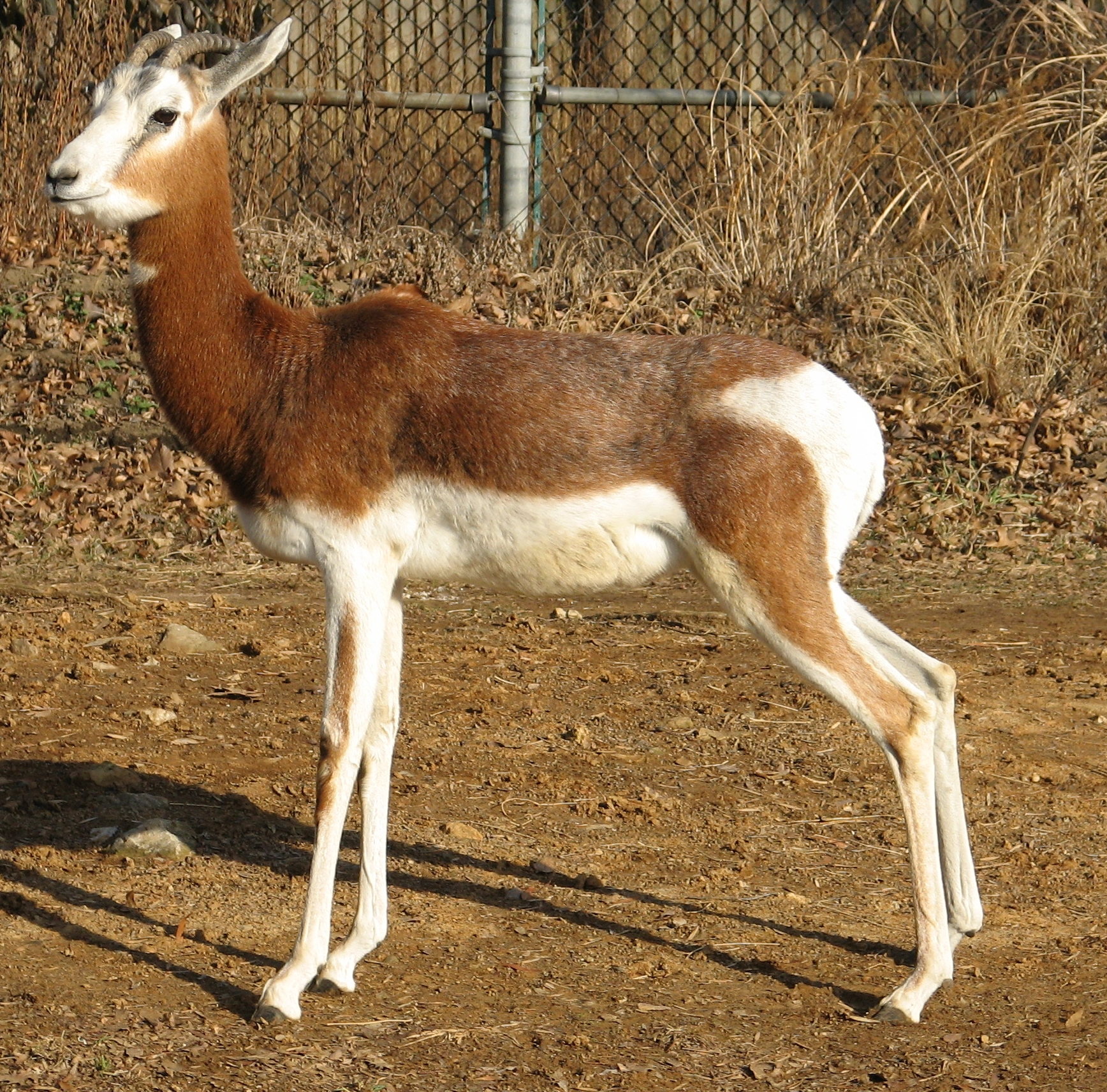
gacela dama (macho)
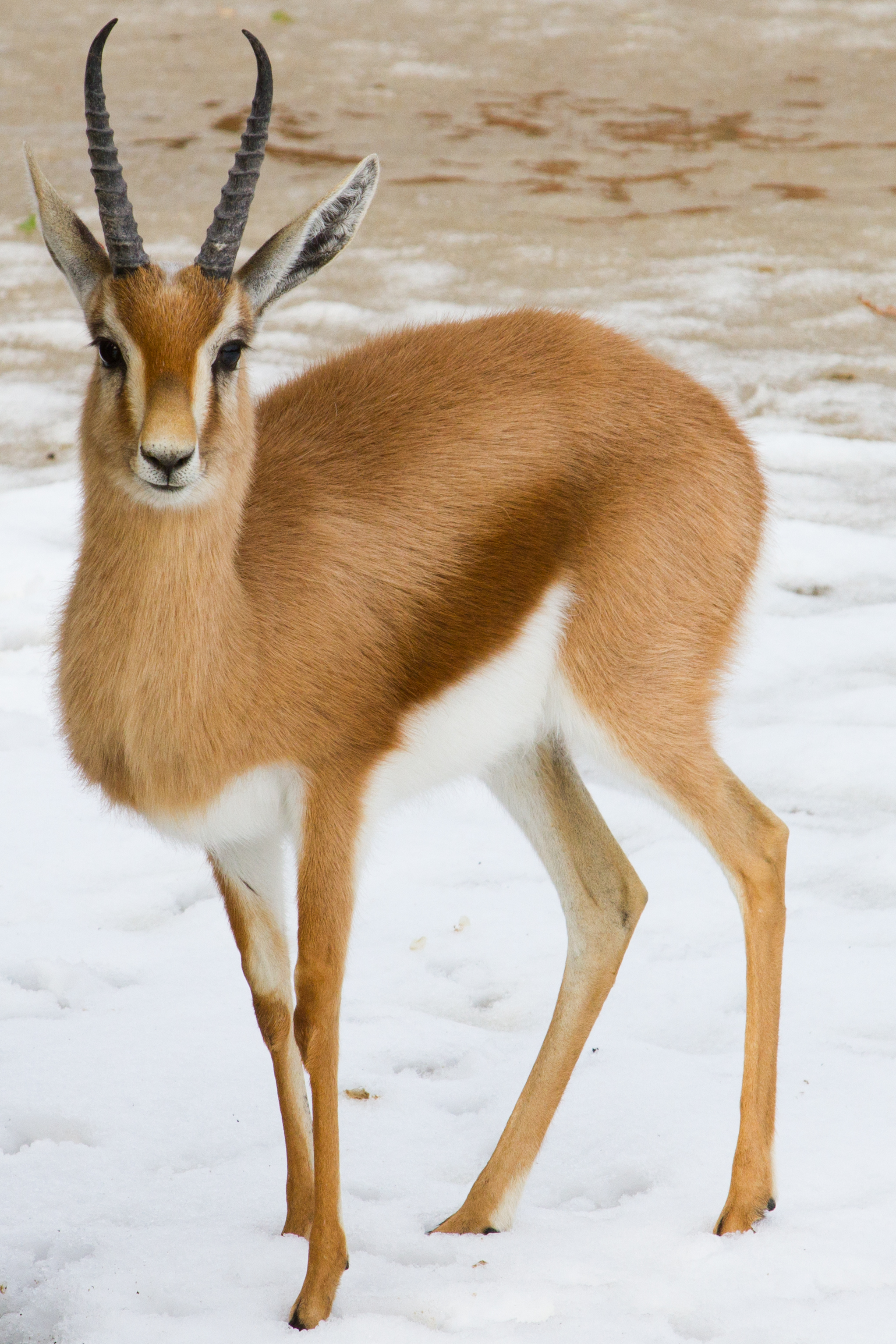
gacela dorcas (macho)
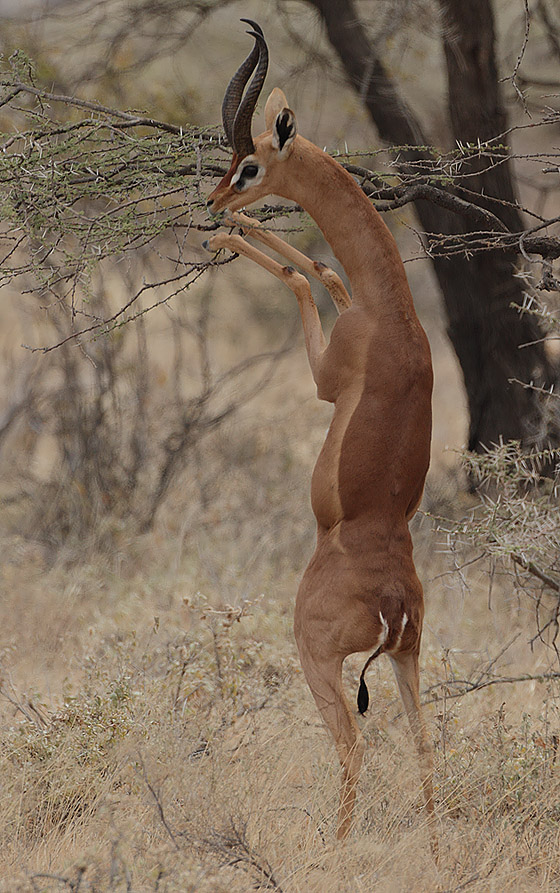
gacela de waller, gérénuk (macho)
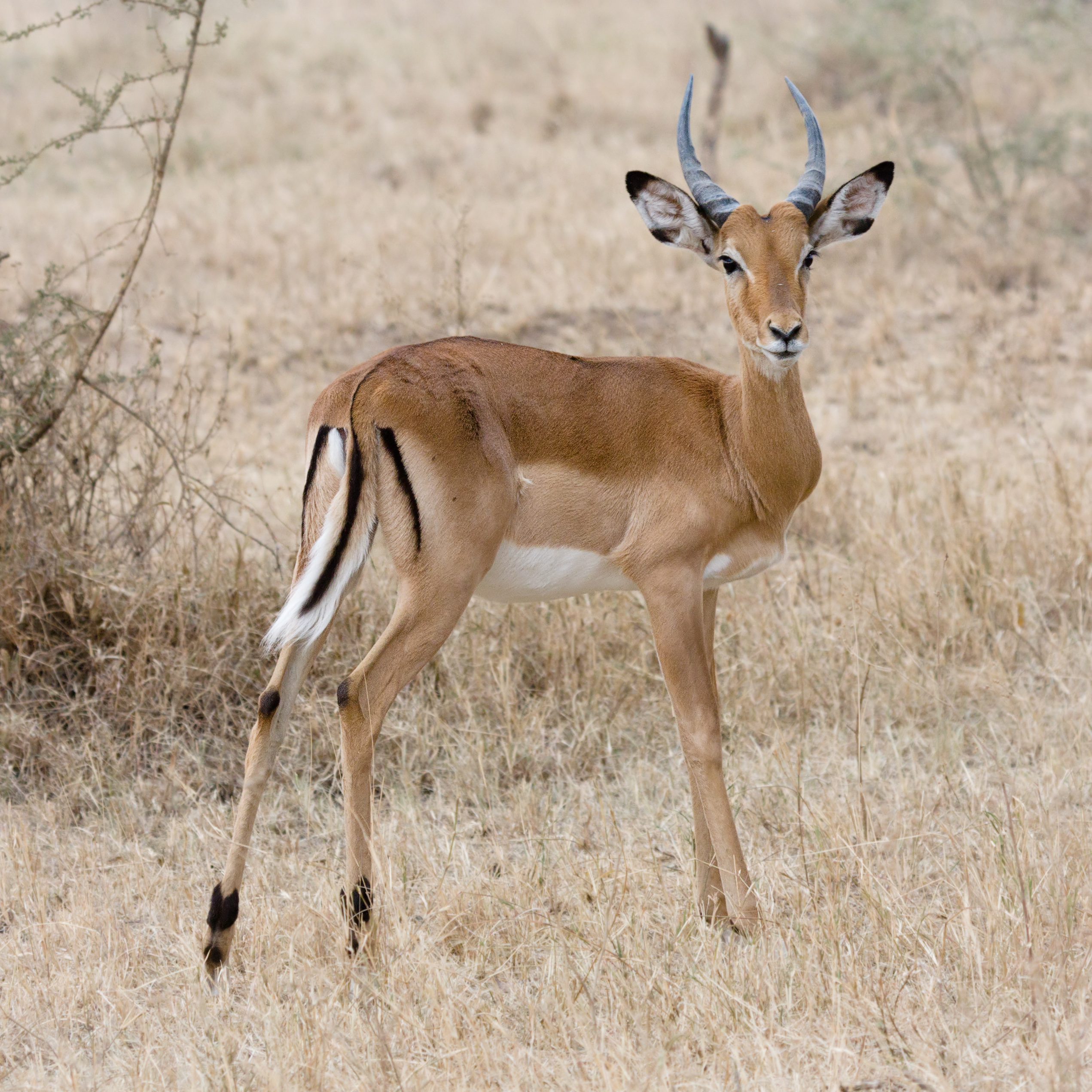
impala, gacela de patas negras (macho)
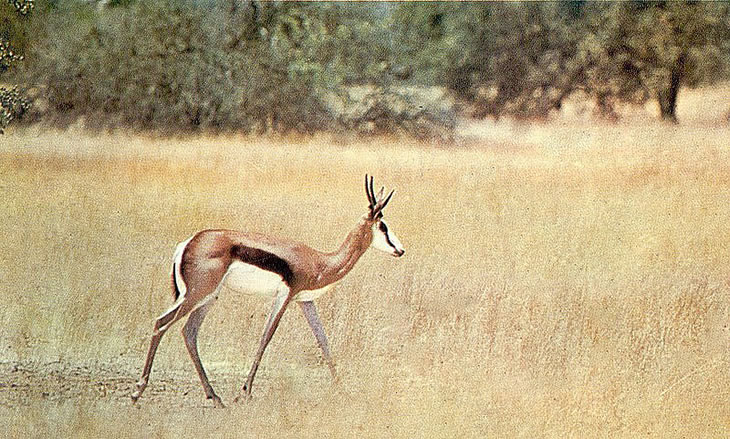
gacela saltarina de El Cabo, springbok (hembra)